# Alchemilla norica
Alchemilla norica es una especie de planta del género Alchemilla, perteneciente a la familia Rosaceae.

## Taxonomía
Alchemilla norica fue descrita por S. E. Fröhner en 1986.

## Distribución
Se encuentra en el territorio de Austria.